# Декрет об отделении церкви от государства и школы от церкви
Декре́т об отделе́нии це́ркви от госуда́рства и шко́лы от це́ркви — нормативно-правовой акт, принятый Советом народных комиссаров 20 января (2 февраля) 1918 года и вступивший в силу 23 января (5 февраля) того же года, в день официальной публикации в «Газете Рабочего и Крестьянского Правительства». Устанавливал светский характер государственной власти, провозглашал свободу совести и вероисповедания, лишал религиозные организации каких-либо прав собственности и прав юридического лица. Заложил основы для развёртывания атеистической пропаганды и атеистического воспитания. Декрет утратил силу свою силу согласно постановлению Верховного Совета РСФСР от 25 октября 1990 года.
Церковь и любая религия отделены от государства в Российской Федерации, согласно действующей Конституции РФ 1993 года (14 статья).

## Краткая предыстория

### Церковь при монархии
В России 1721—1917 годов (а формально — до издания декрета) действовала заимствованная у протестантов система государственной церкви, при которой Русская православная церковь в законодательстве именовалась господствующей. Создателем этой системы стал Пётр I, при котором упразднили Патриаршество и учредили Святейший правительствующий синод (Ведомство православного исповедания) — высшую законодательную, административную и судебную инстанцию церкви. При Петре же была введена должность обер-прокурора Синода: по мысли Петра, ему надлежало быть «оком государя и стряпчим по делам государственным». При этой системе Православная церковь находилась в подчинённом положении у государства.
Следует отметить и то, что в личные документы подданных Российской империи (включая паспорта) вносились сведения о вероисповедании, которые, впрочем, не всегда отражали личные религиозные убеждения, а перемена вероисповедования далеко не всегда дозволялась и до издания 17 апреля 1905 года указа «Об укреплении начал веротерпимости» была беспрепятственной лишь при переходе лиц иных исповеданий в православие.
Вероисповедание перестало определять правовой статус российских граждан уже при Временном правительстве, и главную роль сыграл закон «О свободе совести» от 14 июля 1917 года. Он предусматривал, в частности, свободу религиозного самоопределения при достижении 14-летнего возраста, что вызвало протест Синода и, впоследствии, Поместного Собора Православной Российской Церкви: они считали, что право самоопределения следует предоставлять не ранее достижения гражданского совершеннолетия — 18 лет.
При этом юридически правовой статус самой Православной церкви всё ещё оставался привилегированным вплоть до 23 января 1918 года.

### Эпоха Просвещения
Идея об отделении церкви от государства была выдвинута мыслителями эпохи Просвещения как требование и была направлена против средневекового устройства государств, в которых конкретное вероисповедование было обязательным, имело общественное значение и влияло на правовое положение человека.

### Дореволюционная идеология большевиков
В Программе РСДРП, принятой в 1903 году на II съезде партии, пунктом 13 было зафиксировано требование обеспечить на уровне конституции отделение церкви от государства и школы от церкви.

### Церковь в конце 1917 года
Открывшийся в Москве 15 августа с дозволения Временного правительства Всероссийский Поместный Собор, 28 октября (через 3 дня после захвата власти большевиками в Петрограде), принял решение о восстановлении патриаршества в Русской церкви. Собор пытался выступить посредником в Московском восстании 1917 года. Власти включили в состав государственной комиссии по охране художественных памятников, которая работала в Московском Кремле в декабре 1917 — январе 1918 годов, трёх духовных лиц: архиепископа Михаила (Ермакова), протопресвитера Николая Любимова и синодального ризничего архимандрита Арсения (Денисова). В Грузии местные автокефалисты самовольно конфисковывали церковное имущество. Также к концу 1917 года требование автокефалии выдвинула часть духовенства и мирян Украины, претендуя (при некоторой поддержке украинских властей) на церковную собственность.

#### Акты насилия
Несмотря на относительно мирное сосуществование Церкви и новой власти, на местах стычки были. Уже 31 октября 1917 года расстреляли Иоанна Кочурова, протоиерея Екатерининского собора в Царском Селе. По версии газеты «Русское слово», которая поддерживала Временное правительство, причиной расстрела было проведение Кочуровым в дни мятежа Керенского — Краснова крестного хода с молением «об утешении междоусобной брани»; очевидец событий американский журналист Джон Рид в книге «Десять дней, которые потрясли мир», ссылаясь на красноармейцев, расстрелявших Кочурова, указывает следующую причину расстрела — Кочуров благословлял пришедших в город казаков, призывал народ подчиниться «законному» правительству Керенского, а после устроил антисоветский крестный ход. 7 января 1918 года за резкий отзыв в проповеди о деятельности Совнаркома был на некоторое время арестован Владимир Гуляев, протоиерей Иоанно-Предтеченской церкви в Петрограде. Впрочем, эти инциденты скорее рассматривались как частные случаи. Тем более, что убийства духовных лиц имели место ещё в межреволюционный период.

#### Декрет о земле

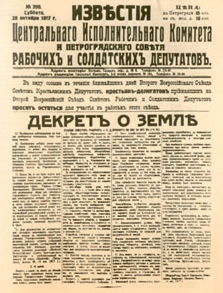
Декрет о земле

Кроме того, уже первые декреты советской власти непосредственно затронули церковные интересы. В частности, принятый 26 октября 1917 года «Декрет о земле» провозглашал её передачу в пользование «всех трудящихся на ней». Все монастырские и церковные земли «со всем их живым и мёртвым инвентарем, усадебными постройками и всеми принадлежностями» также подлежали национализации. Хотя механизм национализации оставался не ясным, случаи захвата и даже разграбления церковного имущества имели место.

#### Сфера образования
Наступление на церковные учебные заведения началось ещё до установления власти большевиков. Временное правительство законом от 20 июня 1917 года передало все церковно-приходские школы (только православные и финансируемые из госбюджета) Министерству народного просвещения. При большевиках 10 декабря 1917 года был опубликован приказ наркома общественного призрения А. М. Коллонтай, который превратил Закон Божий в подведомственных учреждениях из обязательного в факультативный предмет.
В конце 1917 года наиболее болезненными для Православной церкви стали начинания А. В. Луначарского, наркома просвещения. Подконтрольная Совнаркому Государственная комиссия по народному просвещению начала работу с 21 ноября 1917 года. Первоначально ею обсуждалась передача церковно-приходских школ в управление земских учреждений, однако с 8 декабря речь зашла уже о передаче вообще всех учебных заведений, подчинённых Святейшему Синоду, в Наркомат просвещения.
С ноября 1917 года прекратилось государственное финансирование духовных учебных заведений.
В декабре 1917 года было издано Постановление Совета народных комиссаров «О передаче дела воспитания и образования из духовного ведомства в ведение Народного комиссариата по просвещению». В основу этого документа лёг проект, разработанный В. А. Галкиным. В Комиссариат было предписано передать все учебные заведения духовного ведомства (церковно-приходские школы, учительские семинарии, духовные училища и семинарии, женские епархиальные училища, миссионерские школы, академии «и все другие, носящие различные названия низшие, средние и высшие школы и учреждения») вместе с их штатами, ассигновками, движимым и недвижимым имуществом (зданиями, надворными постройками, земельными участками), а также библиотеками, ценностями, капиталами и ценными бумагами и процентами с них. Исключение было сделано для храмов при этих учреждениях, вопрос о которых откладывался до принятия декрета об отделении церкви от государства. Комиссариат принял меры по исполнению этого Постановления — уже 12 декабря 1917 года им на места была послана телеграмма, требующая «ускорить приём церковно-приходских школ». На местах передача уже кое-где шла полным ходом. Так, инспектор народных училищ из Вытегры сообщил в ответ на эту телеграмму, что из 40 церковно-приходских школ города и уезда в ведении местной земской управы уже находятся 30, а в остальных продолжается опись и передача имущества.

#### Семейное законодательство
В декабре 1917 года в России была введена гражданская регистрация браков и разводов: вышли декреты «О расторжении брака» (16 декабря 1917), «О гражданском браке, о детях и о ведении книг актов состояния» (18 декабря 1917), которые лишили церковный брак юридической силы и передавали акты гражданского состояния в ведение государственных органов.

#### Взгляд Поместного собора Православной российской церкви на её положение
В середине ноября 1917 года Поместный собор Православной российской церкви, начавший работу ещё в августе 1917 года, приступил к обсуждению доклада «О правовом положении Православной Российской Церкви», который представляли профессор Московского университета Сергей Булгаков и профессор Киевской духовной академии Фёдор Мищенко; 2 декабря проект был принят на пленарном заседании Собора. Документ, в частности, содержал следующие пункты:

Священный Собор Православной Российской Церкви признает, что <...> должны быть приняты Государством следующие основные положения:
1. Православная Российская Церковь, составляя часть единой Вселенской Христовой Церкви, занимает в Российском Государстве пе́рвенствующее среди других исповеданий публично-правовое положение, подобающее ей, как величайшей святыне огромного большинства населения и как великой исторической силе, созидавшей Российское Государство.
2. Православная Церковь в России в учении веры и нравственности, богослужении, внутренней церковной дисциплине и сношениях с другими автокефальными Церквами независима от государственной власти и, руководясь своими догматико-каноническими началами, пользуется в делах церковного законодательства, управления и суда правами самоопределения и самоуправления.
3. Постановления и узаконения, издаваемые для себя Православною Церковию в установленном ею порядке, со времени обнародования их церковною властью, равно и акты церковного управления и суда признаются Государством имеющими юридическую силу и значение, поскольку ими не нарушаются государственные законы.
4. Государственные законы, касающиеся Православной Церкви, издаются не иначе, как по соглашению с церковною властью.
5. Церковная иерархия и церковные установления признаются Государством в силе и значении, какие им приданы церковными постановлениями. 

<...>
7. Глава Российского Государства, Министр Исповеданий и Министр Народного Просвещения и Товарищи их должны быть православными. 

<...>
14. Церковное венчание по православному чину признается законною формой заключения брака.<...>

### Церковь в начале 1918 года

#### Закрытие храмов
Ещё до издания декрета, в связи с падением дома Романовых и проведённой Временным правительством национализацией их дворцов прекратили действовать расположенные в них домовые храмы царской семьи, ранее находившиеся в ведении придворного ведомства — дворцовая церковь в Гатчине, церковь Аничкова дворца, собор Петра и Павла в Петергофе (временно), Большая церковь Зимнего дворца, а также храмы при бывшем градоначальстве и МВД (их священники получили уведомление об освобождении от службы). 14 января 1918 года заместитель комиссара государственных имуществ Ю. Н. Флаксерман подписал постановление, которым упразднялось придворное духовенство, а имущество и помещения придворных церквей конфисковывались, при этом в них разрешалось проводить богослужения.

#### Изъятие церковного имущества
Кроме того, с января 1918 года началось изъятие церковного имущества. Прежде всего советскую власть интересовали типографии Церкви, контроль над которыми одновременно мог ограничить возможности Собора по воздействию на верующих и дать большевикам мощности для усиления антирелигиозной пропаганды. Ещё до разгона Учредительного собрания, 2 января 1918 года правительственный комиссар при Наркомпросе П. И. Лебедев-Полянский направил отношение управляющему синодальной типографией, в котором сообщил, что она с 1 января 1918 года переходит в ведение Технического совета по управлению государственными типографиями при Наркомпросе. Уже 3 января того же года в типографии прошло собрание рабочих с участием П. И. Лебедева-Полянского, в результате которого она перешла под контроль государства. Типографии было запрещено принимать какие-либо заказы без согласия Хозяйственной комиссии при Техническом совете по управлению государственными типографиями при Наркомпросе, а хранящиеся на её складе уже отпечатанные книги богословского, религиозного и священного содержания было предписано выдать Синоду (это предписание фактически исполнено не было).
19 января 1918 года Наркоматом общественного призрения была проведена попытка конфискации зданий и имущества Александро-Невской лавры, которая провалилась из-за сопротивления верующих.
Примерно в то же время началась конфискация армейского имущества Церкви. 15 января 1918 года был принят Декрет об учреждении всероссийской коллегии по формированию РККА. Положение военного духовенства было определено Приказом Наркомата по военным делам «О расформировании всех управлений духовного ведомства» от 16 января того же года, который предписал уволить военных священнослужителей всех вероисповеданий, имущество и капиталы войсковых церквей передавались специальным комиссиям. При этом было предусмотрено, что войсковой комитет может оставить священнослужителя. При этом военному духовенству по Росписи было назначено выплата только за январь — февраль 1918 года на общую сумму 50 тыс. рублей.
Всё перечисленное привело к резкому обострению отношений новой власти и Церкви, и 19 января 1918 года Патриарх Тихон обратился со знаменитым «Воззванием», в котором анафематствовал гонителей Церкви (хотя большевики не были в нём прямо названы).
16 июня 1923 года Тихон подаст письменное покаяние за анафему против советской власти в Заявлении в Верховный Суд РСФСР.
20 января 1918 года Наркоматом общественного призрения был издан приказ «О прекращении выдачи средств на содержание церквей, часовен, священнослужителей и законоучителей и на совершение церковных обрядов». Согласно документу выплаты прекращались с 1 марта 1918 года; безработному причту, выразившему желание работать на благо народа, могла быть предоставлена работа по Комиссариату государственного призрения, церковные службы и требы могли продолжаться при условии возбуждения ходатайства коллективами верующих с обязательством принятия на себя ремонта и содержания помещений, инвентаря и служащих.

## Подготовка и принятие декрета

### Разработка декрета
Исследователь А. В. Соколов считает, что инициатором декрета стал настоятель Церкви Преображения Господня в Петрограде Михаил Галкин. В ноябре 1917 года этот священник направил письмо в Совнарком с жалобой, что живёт «с тяжёлым камнем полного неверия в политику официальной церкви», и просьбой привлечь его к активной работе. Он предложил целый ряд мер, которые включали конфискацию церковных ценностей, введение гражданского брака и григорианского календаря, лишение духовенства льгот и т. д. Советская власть поддержала это начинание — уже 3 декабря 1917 года его предложения были опубликованы в «Правде».
Для выработки проекта декрета 11 декабря Совнарком создал специальную комиссию, в состав которой вошли: Пётр Стучка — нарком юстиции, Анатолий Луначарский — нарком просвещения, Пётр Красиков — член коллегии Народного комиссариата юстиции, Михаил Рейснер — известный юрист, профессор права Петербургского университета, и священник Михаил Галкин. Точное название этой комиссии неизвестно. Результат работы комиссии — проект декрета — был опубликован 31 декабря 1917 года в право-эсеровской газете «Дело народа» (а представители левого крыла этой партии входили в состав правительства). Опубликованный проект декрета предусматривал: установление свободы совести, введение светской регистрации актов гражданского состояния, отмену официальных обрядов в государственных учреждениях, замену религиозных клятв и присяг торжественным обещанием, прекращение преподавания «религиозных предметов» в учебных заведениях, запрет религиозным обществам владеть собственностью и иметь права юридического лица, передачу государству всего имущества религиозных обществ, предоставление религиозным организациям зданий для общественных богослужений «лишь с разрешения представителей по заведованию религиозным имуществом».

### Реакция на проект

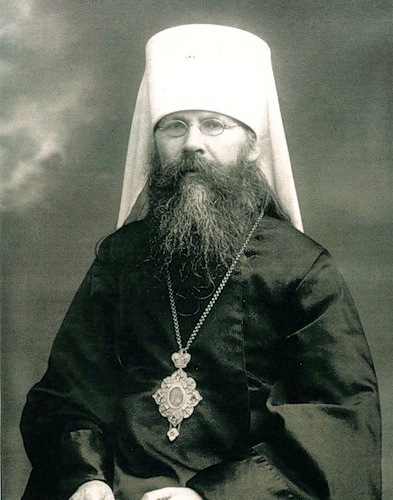
митрополит Петроградский Вениамин

После появления в печати проекта декрета митрополит Петроградский Вениамин (Казанский) обратился в Совнарком с письмом, в котором говорилось: 
Осуществление этого проекта угрожает большим горем и страданиями православному русскому народу… Считаю своим нравственным долгом сказать людям, стоящим в настоящее время у власти, предупредить их, чтобы они не приводили в исполнение предполагаемого проекта декрета об отобрании церковного достояния.
Официального ответа не последовало, но В. И. Ленин, ознакомившись с письмом, своей резолюцией призвал коллегию при Народном Комиссариате юстиции поскорее подготовить декрет об отделении Церкви от государства.

### Название, даты принятия и публикации
«Вечером 20 января (2 февраля) 1918 года на заседании Совнаркома рассматривался подготовленный комиссией законопроект под названием „Декрет о свободе совести, церковных и религиозных обществах“. Ленин внёс в текст ряд важных поправок и дополнений».
«В тот же день, 20 января, Совнарком утвердил законопроект в ленинской редакции», причём название не поменялось.
На следующий день его опубликовали газеты «Правда» и «Известия», а через два дня официальный правительственный орган — «Газета Рабочего и Крестьянского Правительства».
 Уже 23 января (5 февраля) в официальном правительственном органе «Газете рабочего и крестьянского правительства» он назывался «Декрет Народных Комиссаров РСФСР об отделении церкви от государства и школы от церкви». 26 января (8 февраля) вышел 18-й номер «Собрания узаконений и распоряжений Рабочего и Крестьянского правительства», где декрет был напечатан под названием «Об отделении церкви от государства и школы от церкви»; никаких официальных решений о переименовании декрета исследователями не обнаружено.

### Содержание декрета
1. Церковь отделяется от государства.
2. В пределах Республики запрещается издавать какие-либо местные законы или постановления, которые бы стесняли или ограничивали свободу совести, или устанавливали какие бы то ни было преимущества или привилегии на основании вероисповедной принадлежности граждан.
3. Каждый гражданин может исповедовать любую религию или не исповедовать никакой. Всякие праволишения, связанные с исповеданием какой бы то ни было веры или неисповеданием никакой веры, отменяются.
Примечание. Из всех официальных актов всякое указание на религиозную принадлежность и непринадлежность граждан устраняется.
4. Действия государственных и иных публично-правовых общественных установлений не сопровождаются никакими религиозными обрядами или церемониями.
5. Свободное исполнение религиозных обрядов обеспечивается постольку, поскольку они не нарушают общественного порядка и не сопровождаются посягательствами на права граждан Советской Республики.
Местные власти имеют право принимать все необходимые меры для обеспечения в этих случаях общественного порядка и безопасности.
6. Никто не может, ссылаясь на свои религиозные воззрения, уклоняться от исполнения своих гражданских обязанностей.
Изъятия из этого положения, под условием замены одной гражданской обязанности другою, в каждом отдельном случае допускаются по решению народного суда.
7. Религиозная клятва или присяга отменяется.
В необходимых случаях даётся лишь торжественное обещание.
8. Акты гражданского состояния ведутся исключительно гражданской властью: отделами записи браков и рождений.
9. Школа отделяется от церкви.
Преподавание религиозных вероучений во всех государственных и общественных, а также частных учебных заведениях, где преподаются общеобразовательные предметы, не допускается.
Граждане могут обучать и обучаться религии частным образом.
10. Все церковные и религиозные общества подчиняются общим положениям о частных обществах и союзах, и не пользуются никакими преимуществами и субсидиями ни от государства, ни от его местных автономных и самоуправляющихся установлений.
11. Принудительные взыскания сборов и обложений в пользу церковных и религиозных обществ, равно как меры принуждения или наказания со стороны этих обществ над их сочленами, не допускаются.
12. Никакие церковные и религиозные общества не имеют права владеть собственностью.
Прав юридического лица они не имеют.
13. Все имущества существующих в России церковных и религиозных обществ объявляются народным достоянием.
Здания и предметы, предназначенные специально для богослужебных целей, отдаются, по особым постановлениям местной или центральной государственной власти, в бесплатное пользование соответственных религиозных обществ.

### Список подписавшихся
Декрет был подписан председателем Совета Народных Комиссаров В. И. Ульяновым (Лениным), а также Народными Комиссарами: Подвойским, Алгасовым, Трутовским, Шлихтером, Прошьяном, Менжинским, Шляпниковым, Петровским и управляющим делами Совета Народных Комиссаров Вл. Бонч-Бруевичем.

В советское время особо подчеркивалось, что
закон именовался не просто правовым декретом, как это предполагалось комиссией, а декретом Совета Народных Комиссаров, поэтому декрет подписали все народные комиссары, весь состав Совнаркома.

## Реализация декрета

### Образование
«К 1917 г. в России сложилась система духовно-нравственного воспитания и религиозного обучения, главным звеном которой было обязательное преподавание во всех школах православного Закона Божия». Отношение к этому предмету было неоднозначным: «современники единодушно отмечали укрепление в обществе неверия», и всё же «подавляющее большинство населения России выступало за сохранение обязательности преподавания Закона Божия в учебных заведениях» даже после Февральской революции.

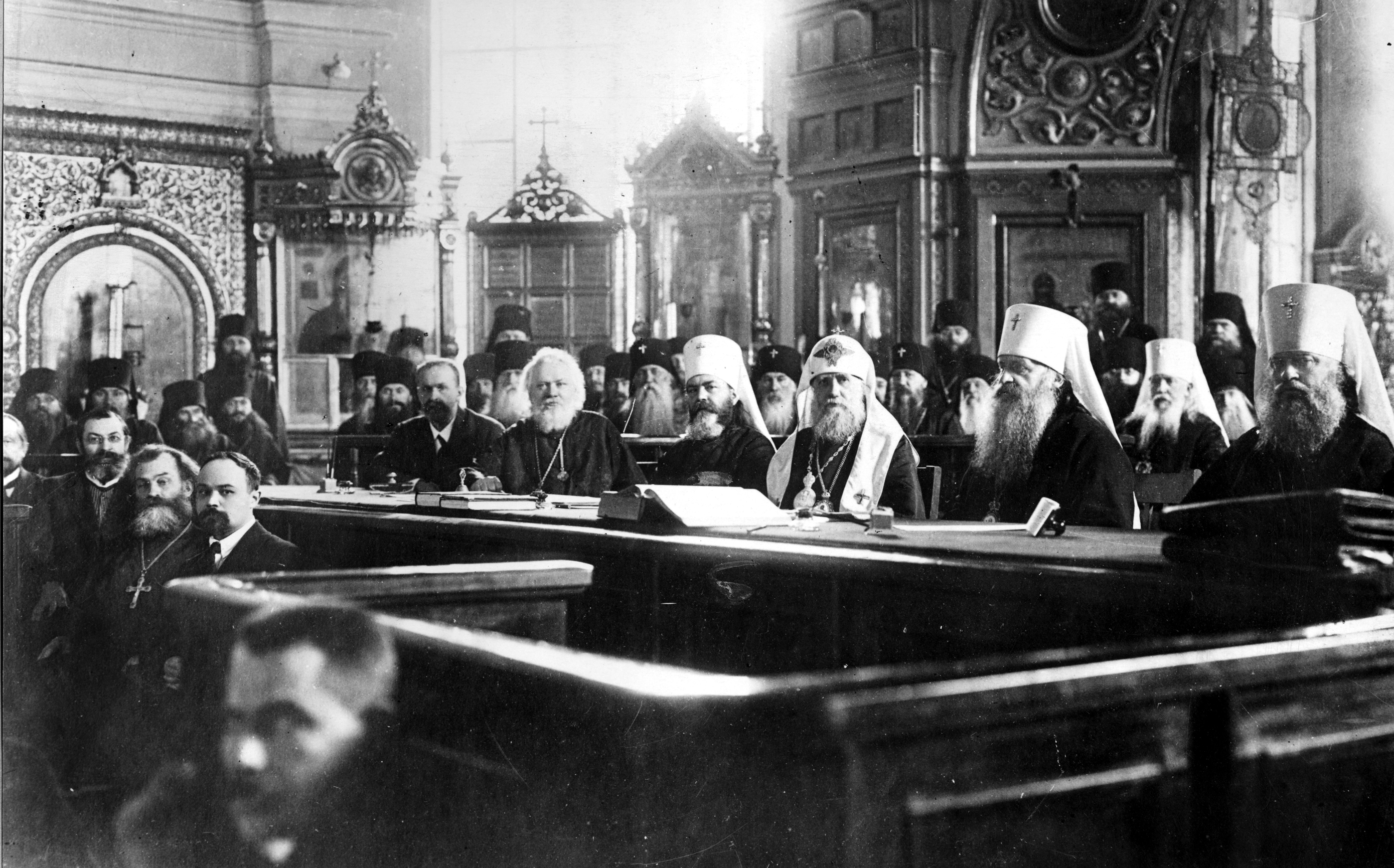
Заседание Поместного Собора

Вскоре после издания Декрета началась активная борьба с духовным образованием. Его положения дополнялись частными ужесточающими инструкциями, распоряжениями и постановлениями.
В частности, в феврале 1918 года вышло распоряжение Наркомпроса, упразднившее задним числом, с 1 января того же года, должности законоучителей всех вероисповеданий. Также в феврале 1918 года появилось постановление Государственной комиссии по просвещению «О светской школе», которое установило, что «преподавание религиозных вероучений во всех государственных и общественных, а также частных учебных заведениях, состоящих в ведении Народного комиссариата по Просвещению, и исполнение каких-либо религиозных обрядов в стенах школы не допускается». В августе 1918 года Наркомпрос потребовал в недельный срок (до 1 сентября того же года) закрыть все домо́вые церкви при учебных заведениях, антиминс передать верующим, церковное имущество — Наркомату имуществ, капиталы учреждений оставить самим учреждениям. 24 августа того же года Государственная комиссия по просвещению предписала закрыть все духовные учебные заведения (вне зависимости от источника финансирования) и передать их здания местным органам власти, разрешив открывать только богословские курсы для лиц старше 18 лет.
За передачей церковных школ Наркомпросу и запрещением на преподавание Закона Божия в общеобразовательных учебных заведениях «последовали запреты на преподавание Закона Божия вне школы — в храмах, частным образом на квартирах,— на обучение религии детей до 18 лет, запрет на групповые занятия».
В марте 1919 года вышло постановление Наркомпроса «о недопущении духовенства к занятию должностей в школах». Оно воспрещало духовенству всех вероисповеданий занимать какие-либо должности во всех школах, за нарушение полагался суд Революционного трибунала.
Реакция православных верующих была негативной. В адрес Поместного Собора поступали многочисленные «резолюции и протоколы приходских собраний и советов, возмущенные обращения и письма духовенства и мирян».
«После прихода к власти большевиков образовательная сфера целиком перешла в ведение государства», и в 1917—1923 годах Церковь была вытеснена из школьного образования. Попытки родителей в первые советские годы давать религиозное образование своим детям в храмах и на дому вскоре были пресечены:

...антирелигиозная кампания стала всеобъемлющей, родителей обязывали воспитывать детей в коммунистическом духе; в противном случае следовало лишение родительских прав, а детей отправляли в детские дома.— Синельников С. П. Отмена православного образования в Советском государстве в 1917–1929 годах

Помимо того, статья 121 Уголовного кодекса РСФСР от 1 июня 1922 года предусматривала наказание принудительными работами на срок до 1 года за «преподавание малолетним и несовершеннолетним религиозных вероучений в государственных или частных учебных заведениях и школах». За счёт расширительного толкования статьи 121 можно было, однако, отправлять на принудительные работы всякого неугодного священнослужителя или мирянина. К примеру, если «священник спонтанно беседовал с детьми на религиозную тему», ему вполне можно было инкриминировать нарушение закона.
Однако примеры преследования за преподавание религиозных дисциплин наблюдались и ранее. Например, в марте 1921 года за нарушение декрета и содержание незарегистрированного учреждения ЧК арестовала ректора Казанской духовной академии епископа Анатолия (Грисюка), профессора академии Н. П. Виноградова и ещё 18 преподавателей (после национализации зданий академии лекции студентам читались частным образом на квартирах), а 5 октября того же года профессора Виноградова (вместе с другими преподавателями) приговорили к 1 году заключения в лагерь условно.
«Дозволенное декретом 1918 года частное преподавание религии с 1929 года интерпретировалось исключительно как право родителей обучать религии собственных детей».

### Церковное имущество
Реализация декрета началась уже в конце января 1918 года. 27—28 января комиссар А. М. Дижбит конфисковал здание Синода и ночью вывез на автомобиле церковные капиталы более чем на 46 млн рублей (по составленному акту). Значительная часть конфискованных средств была в виде банковских расписок, собственно наличных средств изъяли мало (1706,9 руб.). 3 (16) февраля 1918 года вышел приказ о переходе в государственную собственность Московской синодальной типографии. Церковь в ответ перестала давать типографии заказы.
Служащим ликвидируемых церковных учреждений (по крайней мере центральных) было выплачено своего рода выходное пособие. Поскольку в Декрете этот вопрос не был никак урегулирован, то власти фактически руководствовались приказом наркома А. М. Коллонтай, изданным 20 января 1918 года (незадолго до публикации декрета). Этим приказом предписывалось «выдачу средств на содержание церквей, часовен и совершения церковных обрядов прекратить с момента опубликования этого приказа, выдачу же содержания священнослужителям и законоучителям прекратить с 1 марта сего года согласно постановлению Комиссариата труда о выдаче четырёхнедельного заработка при закрытии предприятий». Увольняемые чиновники Синода и Министерства исповеданий получили жалованье по 2 марта. На местах отчуждение церковного имущества шло постепенно. Даже московский епархиальный свечной завод по состоянию на июнь 1918 года не был отчуждён в пользу государства, хотя на нём был введён рабочий контроль и предприятие было под надзором властей.
Новый этап изъятия церковного имущества начался после того, как было распубликовано 24 августа 1918 года Наркомюстом «Постановление о порядке проведения в жизнь декрета „Об отделении церкви от государства и школы от церкви“ (Инструкция)». Согласно этому документу местные советы должны были в течение 2-х месяцев изъять всё церковное имущество и капиталы: все средства, находящиеся «в кассах местных храмов и молитвенных домов, у церковных старост, казначеев, приходских советов и коллективов, у настоятелей храмов, у благочинных, у епархиальных и уездных наблюдателей церковно-приходских школ, …бывших духовных консисториях, в капиталах епархиальных архиереев, в Синоде, в Высшем Церковном Совете, в так называемой „патриаршей казне“». Храмы и богослужебные предметы было разрешено передавать в пользование «общинам верующим» по описи на основании Договора с советом, образец которого прилагался. Все кредиты на преподавание религии в школах приказывалось немедленно закрыть, так как «ни одно государственное и иное публично-правовое установление не вправе производить преподавателям религии каких-либо выдач денежных сумм как за настоящее, так и за истекшее с января месяца 1918 года время». К Инструкции прилагалась неопубликованная в газетах «Примерная ведомость капиталов и сборов бывшего ведомства православного исповедания», где подробно расписывалось куда и какие церковные капиталы следовало передать. Местные причтовые капиталы, капиталы с доходных домов и торговых предприятий, кладбищ и сборы на содержание Поместного Собора были оставлены в распоряжении отдельных Советов рабочих и крестьянских депутатов. Капиталы духовно-учебных заведений и церковных школ переходили Наркомату просвещения, страховые сборы — Комиссариату по делам страхования и борьбы с огнём.
Поскольку всё церковное имущество в 1918 году было огосударствлено или национализировано, то каждое здание церкви, в котором совершалось богослужение, согласно советскому законодательству, должно было иметь приходской совет, состоящий из двадцати человек («двадцатка»). Члены приходского совета в каждом храме подписали договор с представителями советской власти о приеме государственной собственности (здания церкви и церковного имущества) в свое пользование (безвозмездную аренду); при этом «двадцатка», согласно Инструкции НКЮ, рассматривалась не как юридическое лицо, а как совокупность частных лиц, являющихся стороной договора безвозмездного пользования.

### Свобода вероисповедания
Свобода вероисповедания, провозглашённая декретом, встретила серьёзные препятствия, «поскольку регистрация общин и предоставление им помещений для отправления религиозных обрядов (богослужения вне храмов были запрещены) теперь полностью зависели от произвола атеистической власти».

### Регистрация актов гражданского состояния
Следствием издания Декрета стало изъятие у религиозных организаций функции регистрации актов гражданского состояния. 1 (14 февраля) 1918 года начал работу первый в России ЗАГС в Петрограде. Процесс введения системы светской регистрации актов гражданского состояния затянулся, особенно на не контролируемых большевиками окраинах. Например, в Иркутске гражданская метрикация была введена в 1920 году, а в Чите только в 1924 году.

### Курс на государственный атеизм
«Уже в первых декретах Советского государства, направленных на секуляризацию церковного имущества и на ограничение влияния Церкви, проявляется очевидная приверженность новой власти к атеизму». Декрет стал венцом советского законодательства конца 1917 —- начала 1918 года и заложил основы для развёртывания атеистической пропаганды и агитации, атеистического воспитания.
«Декретом Совнаркома „Об отделении Церкви от государства и школы от Церкви“ от 23 января 1918 года православная Церковь была отделена от государства, но при этом не получила прав частного религиозного общества, была исключена на территории Советского государства из числа субъектов гражданского права, её правовой статус приблизился к нелегальному».

## Декрет и различные религиозные группы

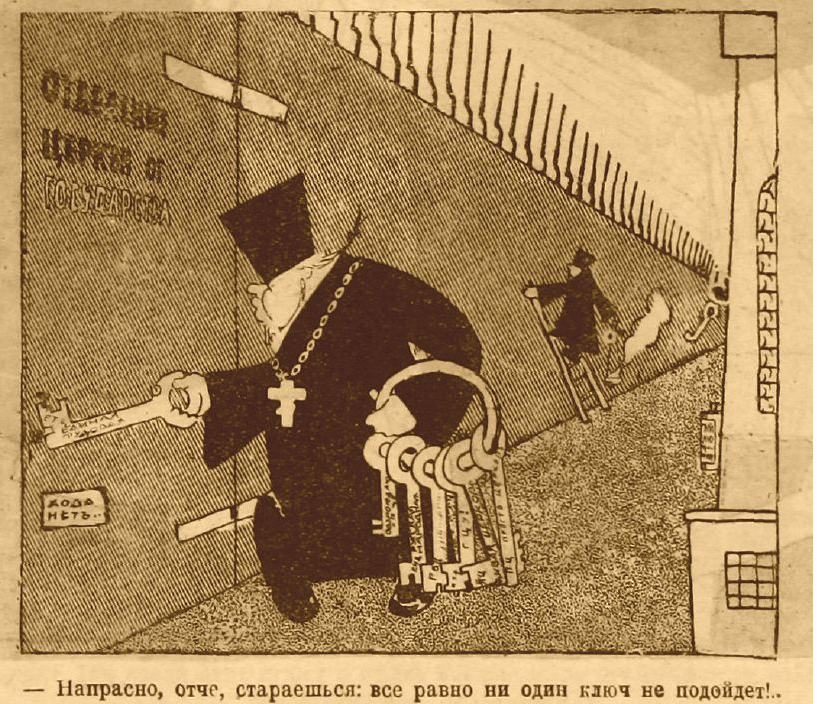
Журнал «Крокодил» 1923, № 05 (35). С. 15. Карикатура. Подпись под карикатурой: — Напрасно, отче, стараешься: все равно ни один ключ не подойдет!.. На стене написано «Отделение церкви от государства» и «Хода нѣтъ». На ключах надписи: «Единая трудовая (церковь)», «Русская народная (церковь)», «Просто церковь», «Живая церковь», «Возрождающаяся церковь» и т. д.

С момента введения декрета вероисповедание того или иного лица перестало указываться в каких-либо официальных государственных документах и формально рассматривалось как частное дело, однако фактически могло возбудить дискриминацию и даже прямое преследование. Фактическая, а не декларативная религиозная политика советской власти, дискриминационная в отношении всех религий и всех верующих, не была, однако, неизменной во времени и меняла степень жёсткости в отношении конкретных религиозных групп.
Определённые группы в те или иные периоды могли пользоваться относительной благосклонностью советской власти. Например, в январе 1919 года вышел декрет Совнаркома РСФСР «Об освобождении от воинской повинности по религиозным убеждениям». Хотя он касался меннонитов, духоборцев и толстовцев, им также некоторое время пользовались
баптисты и евангельские христиане. Кроме того, в 1921 году при Наркомземе была образована комиссия по заселению евангельскими христианами, баптистами, старообрядцами и другими верующими свободных земель и бывших помещичьих имений, однако члены Русской православной церкви исключались из числа заселяемых.

### Православные христиане
Священный Собор, продолжавший работу с августа 1917 года, издал «Воззвание священного Собора к православному народу по поводу декрета народных комиссаров о свободе совести», в котором изложено следующее по отношению к Декрету:
От века неслыханное творится у нас на Руси Святой. Люди, ставшие у власти и назвавшие себя народными комиссарами, сами чуждые христианской, а некоторые из них и всякой веры, издали декрет (закон), названный «о свободе совести», а на самом деле устанавливающий полное насилие над совестью верующих. ...
Даже татары больше уважали нашу святую веру, чем наши теперешние законодатели. Доселе Русь была Святою, а теперь хотят сделать ее поганою. ...
Объединяйтесь же, православные, около своих храмов и пастырей, объединяйтесь все, и мужчины и женщины, и старые и малые, составляйте союзы для защиты наших заветных святынь. Эти святыни — ваше достояние. ...
Лучше кровь свою пролить и удостоиться венца мученического, чем допустить веру православную врагам на поругание.

Мужайся же Русь Святая! Иди на свою Голгофу! С тобою Крест Святой, оружие непобедимое.
и «Соборное постановление по поводу декрета совета народных комиссаров об отделении Церкви от государства», в нём написано:
Под предлогом «отделения Церкви от государства» совет народных комиссаров пытается сделать невозможным самое существование храмов, церковных учреждений и духовенства.

Подъ видом отобрания церковных имуществ упомянутый декрет стремится уничтожить самую возможность церковного богопочитания и богослужения.
 
...

1. Изданный советом народных комиссаров декрет об отделении Церкви от государства представляет собою, под видом закона о свободе совести, злостное покушение на весь строй жизни православной Церкви и акт открытого против неё гонения.

2. Всякое участие как в издании сего враждебного Церкви узаконения, так и в попытках провести его в жизнь несовместимо с принадлежностью к православной Церкви и навлекает на виновных кары вплоть до отлучения от Церкви (в последование 73 правилу святых апостол и 13 правилу VII Вселенского Собора).
Это постановление Собора было оглашено в церквах. Кроме того, 19 января (ст. ст.), сразу после попыток занять помещения Александро-Невской лавры для размещения инвалидов в зданиях Лавры, Патриарх Тихон от своего имени издал Воззвание, анафематствовавшее «безумцев», которые характеризовались следующим образом: «Гонение жесточайшее воздвигнуто и на святую Церковь Христову: благодатные таинства, освящающие рождение на свет человека, или благословляющие супружеский союз семьи христианской, открыто объявляются ненужными, излишними; святые храмы подвергаются или разрушению чрез расстрел из орудий смертоносных (святые соборы Кремля Московскаго), или ограблению и кощунственному оскорблению (часовня Спасителя в Петрограде); чтимые верующим народом обители святые (как Александро-Невская и Почаевская лавры) захватываются безбожными властелинами тьмы века сего и объявляются каким-то якобы народным достоянием; школы, содержавшиеся на средства Церкви православной и подготовлявшие пастырей Церкви и учителей веры, признаются излишними и обращаются или в училища безверия, или даже прямо в рассадники безнравственности. Имущества монастырей и церквей православных отбираются под предлогом, что это — народное достояние, но без всякого права и даже без желания считаться с законною волею самого народа… И, наконец, власть, обещавшая водворить на Руси право и правду, обеспечить свободу и порядок, проявляет всюду только самое разнузданное своеволие и сплошное насилие над всеми и в частности — над святою Церковью православной». Послание призывало к защите Церкви: «Враги церкви захватывают власть над нею и её достоянием силою смертоносного оружия, а вы противопоставьте им силою веры вашего всенародного вопля, который остановит безумцев и покажет им, что не имеют они права называть себя поборниками народного блага, строителями новой жизни по велению народного разума, ибо действуют даже прямо противно совести народной.» 22 января Собор обсудил «Воззвание» Патриарха и принял постановление с одобрением воззвания и призывом к Церкви «объединиться ныне вокруг Патриарха, дабы не дать на поругание веры нашей».

По мнению Ричарда Пайпса, декрет положил начало разграблению храмов и монастырей по всей территории, подконтрольной большевикам. При этом нередко приходилось преодолевать упорное сопротивление верующих, что вело к кровопролитию. Пайпс, ссылаясь на книгу Джона Шелтона Кертисса «The Russian church and the Soviet state, 1917—1950», пишет, что согласно советским источникам, в период с февраля по май 1918 года выступления верующих и попытки защитить церковное имущество сопровождались гибелью 687 человек.
В условиях ожидания прихода антихриста и близкого Страшного суда крестьянскую среду охватил пьяный и истерический разгул, и новые власти решили воздержаться от закрытия богослужебных зданий: в большинстве случаев религиозные общины получали право их использования. Главный удар пришёлся на монастыри, большинство из которых в 1918—1919 годах было разорено и закрыто.
В русле реализации декрета шла начатая в 1918 году кампания по вскрытию, изъятию и ликвидации мощей.
Фактическая религиозная политика советской власти, принципиально дискриминационная в отношении всех религий и всех верующих, на протяжении 1920—1930-х годов главным направлением применения репрессивных мер сделала Православную Церковь.

### Баптисты и евангельские христиане
Декрет выражал большинство политических чаяний российских баптистов. Таковы отделение Церкви от государства; объявленная свобода вероисповеданий; отмена всех наказаний за религиозные убеждения; изъятие указаний о вероисповедании граждан из всех официальных документов; разрешение свободного исполнения религиозных обрядов, если они не нарушают общественного порядка и не нарушают прав других граждан; передача ведения актов гражданского состояния отделам записи браков и рождений; разрешение на обучение религии частным образом. Баптистов не устраивал лишь один пункт — лишение религиозных организаций прав собственности и прав юридического лица.
Первые 12 послереволюционных лет стали «золотым веком» для баптистов и евангельских христиан и были отмечены беспрецедентным ростом их численности. Однако с 1929 года деятели баптизма и евангельского христианства как в центре страны, так и на периферии стали подвергаться массовым репрессиям, а в послевоенные годы положение баптистов и вообще «сектантов» стало более тяжёлым, чем положение православных и мусульман.

## Декрет и последующее законодательство

### Советское законодательство

#### Конституционное законодательство
Статья 13. В целях обеспечения за трудящимися действительной свободы совести церковь отделяется от государства и школа от церкви, а свобода религиозной и антирелигиозной пропаганды признается за всеми гражданами.
Статья 124. В целях обеспечения за гражданами свободы совести церковь в СССР отделена от государства и школа от церкви. Свобода отправления религиозных культов и свобода антирелигиозной пропаганды признается за всеми гражданами.
Статья 52. Гражданам СССР гарантируется свобода совести, то есть право исповедовать любую религию или не исповедовать никакой, отправлять религиозные культы или вести атеистическую пропаганду. Возбуждение вражды и ненависти в связи с религиозными верованиями запрещается.

Церковь в СССР отделена от государства и школа — от церкви.
Первоначально, согласно Конституции РСФСР 1918 года гарантировалась «свобода религиозной и антирелигиозной пропаганды» (см. верхнюю врезку).
Формально, положение не изменилось с принятием Конституции РСФСР 1925 года: статья 4 Конституции РСФСР 1925 года практически полностью совпадала со статьей 13 Конституции РСФСР 1918 года, отличаясь лишь появлением запятой перед словом «церковь».
Однако уже на XIV Всероссийском съезде Советов РСФСР в мае 1929 года в статью 4 Конституции РСФСР были внесены поправки, заменившие свободу религиозной пропаганды на свободу религиозных исповеданий, сохраняя при этом право антирелигиозной пропаганды. Съезд постановил, в частности, изложить статью 4 в следующей редакции:
В целях обеспечения за трудящимися действительной свободы совести, церковь отделяется от государства и школа от церкви, а свобода религиозных исповеданий и антирелигиозной пропаганды признается за всеми гражданами.
Конституция СССР 1936 года увеличила разрыв в правах между верующими и атеистами: в статье 124 провозглашалось: «Свобода отправления религиозных культов и свобода антирелигиозной пропаганды признается за всеми гражданами», то есть право исповедания религии (которое включает свидетельствование о своей вере) было заменено на право совершения религиозных обрядов.
В статье 52 Конституции СССР 1977 года свобода совести определялось как право гражданина исповедовать любую религию или не исповедовать никакой, отправлять религиозные культы или вести атеистическую пропаганду. Религиозная пропаганда в понятие «свобода совести» в Советском Союзе не включалась.

#### Иные законодательные акты
Уголовный кодекс РСФСР 1922 года содержал главу III — «Нарушение правил об отделении церкви от государства» (статьи 119—125).

### Отмена декрета
Декрет был признан утратившим силу постановлением Верховного Совета РСФСР от 25 октября 1990 года «О порядке введения в действие Закона РСФСР „О свободе вероисповеданий“».

### Законодательство Российской Федерации

#### Сходство
Статья 14

1. Российская Федерация — светское государство. Никакая религия не может устанавливаться в качестве государственной или обязательной.

2. Религиозные объединения отделены от государства и равны перед законом.
Статья 28

Каждому гарантируется свобода совести, свобода вероисповедания, включая право исповедовать индивидуально или совместно с другими любую религию или не исповедовать никакой, свободно выбирать, иметь и распространять религиозные и иные убеждения и действовать в соответствии с ними.
Светский характер государства закреплен в статье 14 ныне действующей Конституции России,
а свобода совести и свобода вероисповедания — в статье 28 этого документа.
Закреплённый декретом порядок регистрации актов гражданского состояния государственными учреждениями сохраняется и в современной России.

#### Отличие
Религиозным организациям нынешнее законодательство предоставляет возможность создания юридического лица и право собственности.

Коренные изменения в правовом положении религиозных организаций произошли благодаря Закону СССР «О свободе совести и религиозных организациях», который был принят 1 октября 1990 года: 
Церковь получила должную правовую основу своей деятельности и приобрела правоспособность юридического лица.
Согласно статье 13 указанного Закона, впервые с 1918 года права юридических лиц предоставлялись отдельным приходам и церковным учреждениям, в том числе и Патриархии. «Согласно статье 18, религиозные организации признавались собственниками зданий, предметов культа, объектов производственного, социального и благотворительного назначения, денежных средств и иного имущества, необходимого для осуществления их деятельности. Статья 6 открывала юридическую возможность для религиозного воспитания детей».

Кроме того, принятые в 2020 году поправки к Конституции России ввели в неё статью 67.1, которая содержит прямое упоминание Бога: 
Российская Федерация, объединённая тысячелетней историей, сохраняя память предков, передавших нам идеалы и веру в Бога, а также преемственность в развитии Российского государства, признаёт исторически сложившееся государственное единство.

Согласно решению Конституционного суда, упоминание веры в Бога в Конституции не означает отказа от светского характера государства и не ставит граждан в неравное положение: 
Включение в текст Конституции Российской Федерации указания на веру в Бога, переданную народу России предками (статья 671, часть 2), не означает отказа от светского характера Российского государства, провозглашённого в её статье 14, и от свободы совести, гарантируемой её статьей 28, поскольку по своей формулировке не сопряжено с конфессиональной принадлежностью, не объявляет наличие тех или иных религиозных убеждений обязательным в Российской Федерации, не ставит вопреки статье 19 (часть 2) Конституции Российской Федерации граждан России в неравное положение в зависимости от наличия такой веры и её конкретной направленности.
В то же время религиовед Константин Михайлов полагает, что подобное упоминание может позволить религии стать частью государственной сферы и привести к её введению в школьную программу, появлению иконостасов в государственных учреждениях и даже, по образцу царской России, справкам о причащении.

## Оценки декрета

### Официальные оценки советского времени
Официальные оценки декрета в советское время были положительными. В качестве примера можно привести 3-е издание БСЭ, в котором говорится:

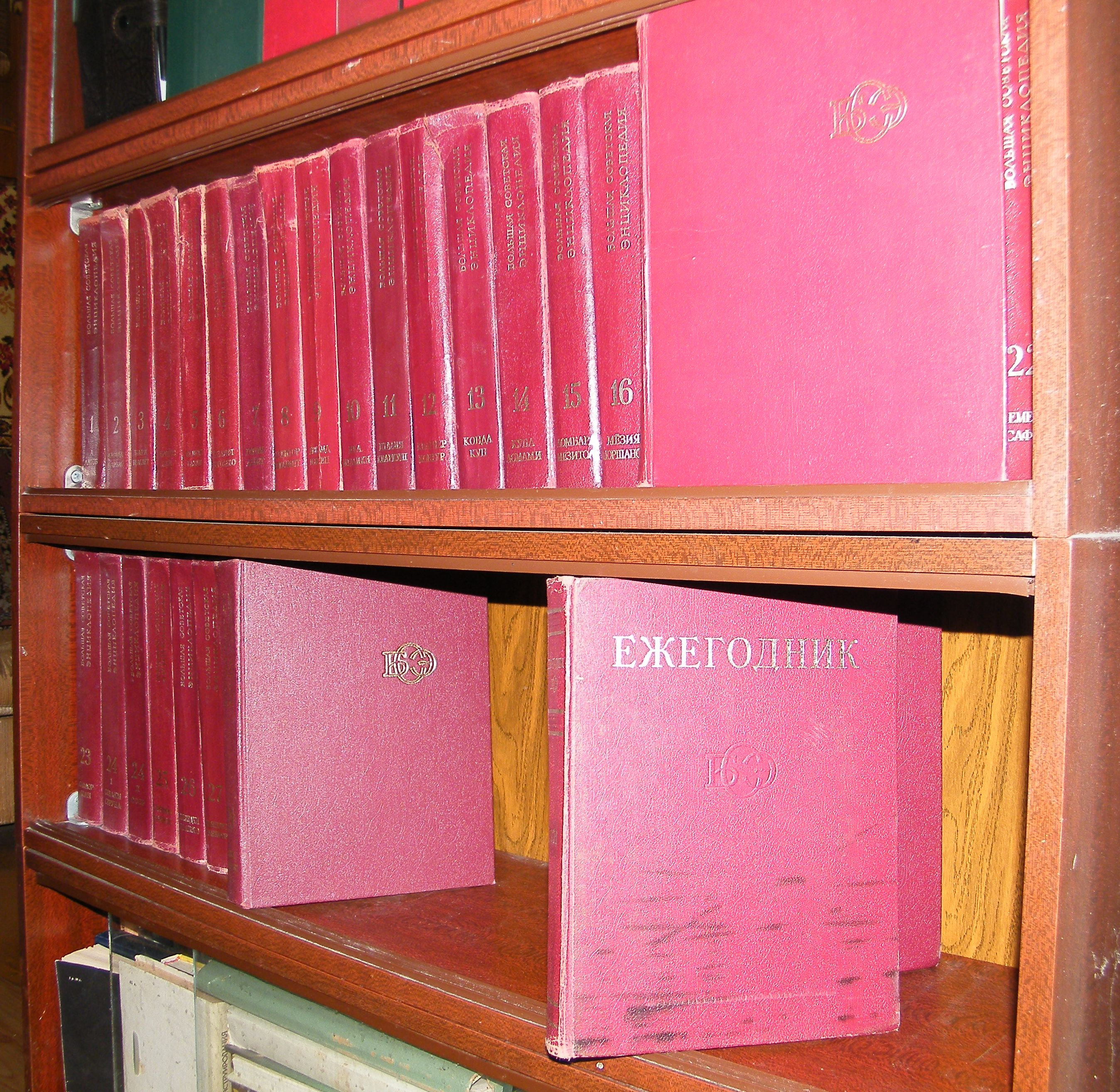
3-е издание Большой советской энциклопедии и том ежегодника БСЭ за 1971 год

В целях обеспечения за гражданами свободы совести церковь в СССР отделена от государства и школа от церкви. Свобода отправления религиозных культов и свобода антирелигиозной пропаганды признается за всеми гражданами. Каждый гражданин может исповедовать любую религию или не исповедовать никакой. Законы Советского Союза категорически запрещают какую бы то ни было дискриминацию верующих. Преподавание религиозных вероучений во всех государственных и общественных учебных заведениях не допускается. Граждане могут обучать и обучаться религии только частным образом.

### Оценка нынешних коммунистов
На некоторых связанных с КПРФ интернет-ресурсах Декрет оценивается положительно:

Данный декрет чётко определил отношение новой власти к церкви и религиозным обществам. Устанавливался принцип светскости при осуществлении государственной власти. Никакой религии не могло отдаваться предпочтение, указание на вероисповедание или отсутствие такового не могло давать привилегий или преимуществ при занятии государственных должностей. Атеизм был приравнен в правах к исповеданию религии. В образовательном процессе преподавание религиозных предметов (Закона Божьего) в государственных общеобразовательных учебных заведениях не допускалось. Эти формулировки надолго стали основой светской политики СССР и стран социалистического лагеря.
Отмена права собственности у церкви и религиозных обществ привела к национализации и секуляризации земель и имуществ, ранее принадлежавших Русской Православной Церкви.

Запись актов гражданского состояния (сведения о рождении, смерти, браке) стала вестись исключительно государственными органами (ЗАГСами).

### Оценки декрета историками

#### Ричард Пайпс
Этим декретом, пишет Ричард Пайпс,
«всем гражданам гарантировалось право исповедовать любую религию или никакую. Многие иностранцы и все восторженные почитатели советской власти, принимая эти заявления за чистую монету, подумали, что счастливым гражданам России предоставляется беспримерная свобода вероисповедания».
Однако, по мнению Ричарда Пайпса, «действительный смысл декрета означал смертный приговор церковным учреждениям». В революционной Франции духовенство «после национализации земель было поставлено на государственное жалованье», а «советский декрет не только лишал их казённого содержания, но и запрещал религиозным и церковным учреждениям владеть» чем бы то ни было. Церковные здания и богослужебные предметы исключения не составляли. Поскольку «декрет запрещал церкви брать плату за требы», духовенство «оставалось без всяких средств к существованию».
Более того, принцип отделения церкви от государства интерпретировался советской властью в том смысле, что «духовенство не может действовать организованно, то есть как единая общенациональная церковь: попытки сообщения между общинами или признание иерархии рассматривались prima facie как бесспорное свидетельство контрреволюционных намерений».

По смыслу декрета об отделении церкви от государства существование «церковной иерархии», как таковой, невозможно. Декрет предусматривает только существование отдельных, не объединённых между собой никакой административной властью, религиозных общин.— Известия. 1922. № 99/1538. 6 мая. С. 1
Помимо того, что уже перечислено, Пайпс отмечает и тот факт, что хотя декрет «даровал каждому гражданину свободу вероисповедания» де-юре, «исполнение религиозных потребностей в публичных местах запрещалось. Не дозволялось совершать церковные обряды даже на похоронах».

## Комментарии
1. ↑    - Первоначально носил иное название — «Декрет о свободе совести, церковных и религиозных обществах».

См.: Декрет о свободе совести, церковных и религиозных обществах // Декреты советской власти: сб. док. / Ин-т марксизма-ленинизма при ЦК КПСС; Ин-т истории АН СССР : [многотомное изд.]. — М.: Политиздат, 1957—1997. — Т. 1: 25 октября 1917 г. — 16 марта 1918 г. / подгот. С. Н. Валк и др. — С. 371—374. — ISBN 5-250-00390-7. Архивировано 24 декабря 2021 года. (ISBN т. 1 отсутствует. Привязано к: Декреты советской власти: [многотомник]. М., 1957—1997.)
  - Однако 26 января (8 февраля) в «Собрании узаконений и распоряжений рабочего и крестьянского правительства» декрет был опубликован под названием «Об отделении церкви от государства и школы от церкви».

См.: Об отделении церкви от государства и школы от церкви // Собрание узаконений и распоряжений правительства за 1917—1918 гг.. — М.: Управление делами Совнаркома СССР, 1942. — С. 286—287.
2. ↑  По мнению Константина Михайлова, эта поправка прекрасно вписывается «в правоконсервативный поворот, наблюдаемый в российской политике где-то с 2012 года», и логически связана с законом о защите чувств верующих и сходными инициативами.
Он рассматривает её как «пример формирования „гражданской религии“» — «светская идеология начинает втягивать в себя религиозные символы, образы и концепции»[76].